# Lago Tannensee
O Lago Tannensee é um lago localizado no cantão de Obwalden, na Suíça. A origem do lago deve-se a no ano de 1958, no Rio Tannenbach ter sido construída uma barragem de terra. 
O lago tem um volume de 3,8 m³ milhões e a sua superfície é de 0,33 km². O reservatório é usado para gerar eletricidade em Kraftwerk Hugschwendi em Kerns.